# Diedrich Meyer
Diedrich Meyer (* 11. Januar 1861 in Hannover; † 15. Januar 1931) war ein deutscher Ingenieur und Schriftleiter. Von 1909 bis 1924 war er Direktor des Vereins Deutscher Ingenieure (VDI).

## Leben
Diedrich Meyer war der Sohn eines Fabrikbesitzers. Nach dem Besuch des Realgymnasiums studierte er an der Technischen Hochschule Hannover und legte 1886 die Bauführerprüfung im Maschinenbaufach ab. Bevor er zum 1. Juli 1893 als Mitglied der Schriftleitung und als Assistent des Direktors Theodor Peters in die Dienste des VDI trat, arbeitete Meyer für den Staatseisenbahndienst und das Stadtbauamt von Hannover. Per Beschluss der VDI-Hauptversammlung von 1907 durfte er sich als Redakteur der Zeitschrift des Vereines Deutscher Ingenieure bezeichnen. 1908 wurde er verantwortlicher Redakteur der vom VDI neu herausgegebenen Zeitschrift Technik und Wirtschaft. Nach dem Tod von Peters wurde Meyer Direktor des VDI; zunächst zusammen mit Gustav Linde, später auch mit Conrad Matschoß und Waldemar Hellmich. Parallel dazu übernahm er die Schriftleitung der Zeitschrift des Vereines Deutscher Ingenieure. Während des Ersten Weltkrieges war Meyer Geschäftsführer der Stiftung „Ehrensold der Industrie“ und der „Gemeinnützigen Gesellschaft zur Beschaffung von Ersatzgliedern“. 1921 wurde Meyer Vorsitzender des „Deutschen Ausschusses für das Schiedsgerichtswesen“. Die Folgen eines im Jahr 1923 erlittenen Schlaganfalls hinderten ihn ab 1924 daran, weiter berufstätig zu sein. Meyer starb im Januar 1931 wenige Tage nach Vollendung seines 70. Lebensjahres. 
Im Juni 1906 wurde Diedrich Meyer mit dem Roten Adlerorden vierter Klasse ausgezeichnet.